# Nottingham Forest Football Club 2017-2018
Questa voce raccoglie le informazioni riguardanti il Nottingham Forest Football Club nelle competizioni ufficiali della stagione 2017–2018.

## Stagione
La stagione 2017-2018 è la 152ª stagione del club e la decima stagione consecutiva in Championship dai tempi della loro promozione nella stagione 2007-2008. Oltre a giocare la Championship, il Forest partecipa anche alle due coppe inglesi, la FA Cup e la EFL Cup.

## Maglie e sponsor
Lo sponsor tecnico per la stagione 2017-2018 è la tedesca Adidas, mentre lo sponsor ufficiale è il bookmaker online 888sport.
|  | Casa | Trasferta |

## Rosa
Rosa e numerazione sono aggiornati al 30 maggio 2018.
| N. |                             | Ruolo | Calciatore        |
| -- | --------------------------- | ----- | ----------------- |
| 1  | Romania (bandiera)          | P     | Costel Pantilimon |
| 2  | Stati Uniti (bandiera)      | D     | Eric Lichaj       |
| 3  | Portogallo (bandiera)       | D     | Tobias Figueiredo |
| 4  | Inghilterra (bandiera)      | D     | Michael Mancienne |
| 5  | Inghilterra (bandiera)      | D     | Matthew Mills     |
| 5  | Algeria (bandiera)          | C     | Adlène Guedioura  |
| 6  | Senegal (bandiera)          | D     | Armand Traoré     |
| 7  | Scozia (bandiera)           | C     | Liam Bridcutt     |
| 8  | Inghilterra (bandiera)      | C     | Chris Cohen       |
| 9  | Irlanda (bandiera)          | A     | Daryl Murphy      |
| 10 | Scozia (bandiera)           | C     | Barrie McKay      |
| 11 | Inghilterra (bandiera)      | C     | Ben Osborn        |
| 13 | Scozia (bandiera)           | D     | Daniel Fox        |
| 14 | Inghilterra (bandiera)      | C     | Matty Cash        |
| 15 | Inghilterra (bandiera)      | A     | Lee Tomlin        |
| 16 | Inghilterra (bandiera)      | A     | Zach Clough       |
| 17 | Inghilterra (bandiera)      | A     | Ben Brereton      |
| 18 | Gambia (bandiera)           | C     | Mustapha Carayol  |
| 18 | Inghilterra (bandiera)      | C     | Jack Colback      |
| 19 | Irlanda del Nord (bandiera) | A     | Jamie Ward        |
| 20 | Inghilterra (bandiera)      | C     | Kieran Dowell     |

| N. |                        | Ruolo | Calciatore          |
| -- | ---------------------- | ----- | ------------------- |
| 21 | Iran (bandiera)        | C     | Ashkan Dejagah      |
| 23 | Inghilterra (bandiera) | C     | Joe Lolley          |
| 24 | Galles (bandiera)      | C     | David Vaughan       |
| 25 | Inghilterra (bandiera) | D     | Jack Hobbs          |
| 26 | Bulgaria (bandiera)    | P     | Dimităr Evtimov     |
| 27 | Inghilterra (bandiera) | D     | Tendayi Darikwa     |
| 29 | Spagna (bandiera)      | D     | Juan Fuentes        |
| 30 | Irlanda (bandiera)     | P     | Stephen Henderson   |
| 31 | Grecia (bandiera)      | C     | Andreas Bouchalakis |
| 32 | Inghilterra (bandiera) | C     | Ben Watson          |
| 33 | Grecia (bandiera)      | P     | Stefanos Kapino     |
| 34 | Inghilterra (bandiera) | A     | Tyler Walker        |
| 35 | Scozia (bandiera)      | A     | Jason Cummings      |
| 39 | Grecia (bandiera)      | A     | Apostolos Vellios   |
| 42 | Inghilterra (bandiera) | D     | Joe Worrall         |
| 43 | Inghilterra (bandiera) | P     | Jordan Smith        |
|    | Belgio (bandiera)      | P     | Liam Bossin         |
|    | Inghilterra (bandiera) | C     | Jorge Grant         |
|    | Stati Uniti (bandiera) | C     | Gboly Ariyibi       |
|    | Inghilterra (bandiera) | C     | Lewis Walters       |
|    | Irlanda (bandiera)     | A     | Gerry McDonagh      |

## Calciomercato

### Sessione estiva(dal 1/7 al 31/8)
| Acquisti | Acquisti            | Acquisti      | Acquisti      |
| R.       | Nome                | da            | Modalità      |
| -------- | ------------------- | ------------- | ------------- |
| P        | Adam Federici       | Bournemouth   | prestito      |
| D        | Tendayi Darikwa     | Burnley       | definitivo    |
| C        | Andreas Bouchalakis | Olympiacos    | svincolato    |
| C        | Liam Bridcutt       | Leeds Utd     | definitivo    |
| C        | Kieran Dowell       | Everton       | prestito      |
| C        | Jorge Grant         | Notts County  | fine prestito |
| C        | Licá                | Estoril Praia | fine prestito |
| C        | Barrie McKay        | Rangers       | definitivo    |
| A        | Jason Cummings      | Hibernian     | definitivo    |
| A        | Gerry McDonagh      | Cambridge Utd | fine prestito |
| A        | Daryl Murphy        | Newcastle Utd | definitivo    |
| A        | Tyler Walker        | Port Vale     | fine prestito |

| Cessioni | Cessioni           | Cessioni      | Cessioni                |
| R.       | Nome               | a             | Modalità                |
| -------- | ------------------ | ------------- | ----------------------- |
| P        | Dimităr Evtimov    | Port Vale     | prestito                |
| P        | Vladimir Stojković | Partizan      | risoluzione consensuale |
| D        | Hildeberto Pereira | Benfica       | fine prestito           |
| D        | Thomas Lam         | Twente        | prestito                |
| D        | Damien Perquis     | Ajaccio       | risoluzione consensuale |
| D        | Daniel Pinillos    | Córdoba       | svincolato              |
| C        | Gboly Ariyibi      | MK Dons       | prestito                |
| C        | Jorge Grant        | Notts County  | prestito                |
| C        | João Teixeira      | Benfica       | fine prestito           |
| C        | Pajtim Kasami      | Olympiacos    | fine prestito           |
| C        | Licá               | Granada       | risoluzione consensuale |
| A        | Britt Assombalonga | Middlesbrough | definitivo              |
| A        | Nicolao Dumitru    | Napoli        | fine prestito           |
| A        | Matty Fryatt       |               | svincolato              |

### Sessione esterna(dal 1/9 al 31/12)
| Acquisti | Acquisti        | Acquisti  | Acquisti      |
| R.       | Nome            | da        | Modalità      |
| -------- | --------------- | --------- | ------------- |
| P        | Dimităr Evtimov | Port Vale | fine prestito |

| Cessioni | Cessioni       | Cessioni    | Cessioni      |
| R.       | Nome           | a           | Modalità      |
| -------- | -------------- | ----------- | ------------- |
| P        | Liam Bossin    | Anderlecht  | svincolato    |
| P        | Adam Federici  | Bournemouth | fine prestito |
| A        | Lewis Walters  | Barrow      | prestito      |
| A        | Gerry McDonagh | Tranmere    | prestito      |

### Sessione invernale(dal 1/1 al 31/1)
| Acquisti | Acquisti          | Acquisti          | Acquisti      |
| R.       | Nome              | da                | Modalità      |
| -------- | ----------------- | ----------------- | ------------- |
| P        | Stefanos Kapino   | Olympiacos        | svincolato    |
| P        | Costel Pantilimon | Watford           | prestito      |
| D        | Juan Fuentes      |                   | svincolato    |
| C        | Ashkan Dejagah    |                   | svincolato    |
| C        | Tobias Figueiredo | Sporting Lisbona  | prestito      |
| C        | Gboly Ariyibi     | MK Dons           | fine prestito |
| C        | Jack Colback      | Newcastle Utd     | prestito      |
| C        | Joe Lolley        | Huddersfield Town | definitivo    |
| C        | Ben Watson        | Watford           | svincolato    |
| A        | Gerry McDonagh    | Tranmere          | fine prestito |
| A        | Lee Tomlin        | Cardiff City      | prestito      |
| A        | Jamie Ward        | Burton Albion     | fine prestito |

| Cessioni | Cessioni          | Cessioni         | Cessioni      |
| R.       | Nome              | a                | Modalità      |
| -------- | ----------------- | ---------------- | ------------- |
| P        | Stephen Henderson | Portsmouth       | prestito      |
| D        | Matt Mills        | Barnsley         | definitivo    |
| D        | Armand Traoré     | Cardiff City     | prestito      |
| C        | Gboly Ariyibi     | Northampton Town | prestito      |
| C        | Kieran Dowell     | Everton          | fine prestito |
| A        | Mustapha Carayol  | Ipswich Town     | definitivo    |
| A        | Zach Clough       | Bolton           | prestito      |
| A        | Jason Cummings    | Rangers          | prestito      |
| A        | Tyler Walker      | Bolton           | prestito      |
| A        | Jamie Ward        | Cardiff City     | prestito      |

### Sessione esterna(dal 1/2 al 30/6)
| Acquisti | Acquisti          | Acquisti         | Acquisti      |
| R.       | Nome              | da               | Modalità      |
| -------- | ----------------- | ---------------- | ------------- |
| P        | Stephen Henderson | Portsmouth       | fine prestito |
| D        | Armand Traoré     | Cardiff City     | fine prestito |
| C        | Adlène Guedioura  | Middlesbrough    | svincolato    |
| C        | Gboly Ariyibi     | Northampton Town | fine prestito |
| C        | Jorge Grant       | Notts County     | fine prestito |
| A        | Jason Cummings    | Rangers          | fine prestito |
| A        | Lewis Walters     | Barrow           | fine prestito |
| A        | Zach Clough       | Bolton           | fine prestito |
| A        | Tyler Walker      | Bolton           | fine prestito |
| A        | Jamie Ward        | Cardiff City     | fine prestito |

| Cessioni | Cessioni     | Cessioni      | Cessioni      |
| R.       | Nome         | a             | Modalità      |
| -------- | ------------ | ------------- | ------------- |
| C        | Jack Colback | Newcastle Utd | fine prestito |
| A        | Lee Tomlin   | Cardiff City  | fine prestito |

## Risultati

### Championship
| Arbitro: | Peter Bankes |

|           |           |  |
| McKay 41’ | Marcatori |  |

| Arbitro: | James Linington |

|                                  |           |                                            |
| Egan 38’ Bjelland 79’ Maupay 90’ | Marcatori | 41’ 47’ Mpouchalakīs 43’ Murphy 83’ Dowell |

| Arbitro: | Tony Harrington |

|                       |           |            |
| Pearson 4’ Hedges 50’ | Marcatori | 26’ Murphy |

| Arbitro: | Graham Scott |

|                             |           |            |
| McKay 16’ Murphy 79’ (rig.) | Marcatori | 83’ Gibson |

| Arbitro: | Jeremy Anderson |

|  |           |                       |
|  | Marcatori | 24’ Roofe 87’ Alioski |

| Arbitro: | Andrew Madley |

|                                 |           |            |
| Hooper 23’ Fletcher 63’ Lee 70’ | Marcatori | 29’ Osborn |

| Arbitro: | Simon Hooper |

|  |           |            |
|  | Marcatori | 86’ Murphy |

| Arbitro: | Geoff Eltringham |

|             |           |               |
| Carayol 75’ | Marcatori | 47’, 81’ Jota |

| Arbitro: | Tim Robinson |

|                          |           |            |
| Adomah 15’ Hourihane 60’ | Marcatori | 53’ Murphy |

| Arbitro: | Scott Duncan |

|            |           |                                    |
| Murphy 33’ | Marcatori | 13’ Kamara 72’ Johansen 89’ Kebano |

| Arbitro: | Andy Davies |

|                        |           |              |
| Cummings 9’ Dowell 27’ | Marcatori | 3’ Lundstram |

| Arbitro: | Andrew Madley |

|                     |           |  |
| Vydra 1’ Nugent 50’ | Marcatori |  |

| Arbitro: | Keith Stroud |

|                      |           |  |
| McKay 58’ Lichaj 78’ | Marcatori |  |

| Arbitro: | Jeremy Simpson |

|                      |           |                             |
| Bowen 76’ Hector 88’ | Marcatori | 29’, 71’, 83’ (rig.) Dowell |

| Arbitro: | Paul Tierney |

|                         |           |            |
| Swift 13’ 70’ Aluko 78’ | Marcatori | 86’ Osborn |

| Arbitro: | Tim Robinson |

|                                      |           |  |
| Walker 13’, 84’ Dowell 44’ McKay 52’ | Marcatori |  |

| Arbitro: | Christopher Kavanagh |

|          |           |  |
| Adams 5’ | Marcatori |  |

| Arbitro: | Tony Harrington |

|            |           |  |
| Murphy 77’ | Marcatori |  |

| Arbitro: | Peter Bankes |

|  |           |                      |
|  | Marcatori | 24’ Hoilett 38’ Ward |

| Arbitro: | Darren Bond |

|                                              |           |                       |
| Connolly 7’ Iorfa 37’ Waghorn 53’ Celina 67’ | Marcatori | 29’ Dowell 43’ Walker |

| Arbitro: | Darren England |

|                                   |           |                                   |
| McKay 3’ Worrall 60’ Brereton 89’ | Marcatori | 45’ Buckley 90'+2’ (aut.) Worrall |

| Arbitro: | James Linington |

|                    |           |            |
| Pack 36’ Bryan 45’ | Marcatori | 47’ Dowell |

| Arbitro: | Scott Duncan |

|                |           |              |
| Huntington 75’ | Marcatori | 58’ Brereton |

| Arbitro: | Andy Madley |

|  |           |                                           |
|  | Marcatori | 5’ Reach 45’ (rig.) Rhodes 65’ Lucas João |

| Arbitro: | Darren Bond |

|  |           |             |
|  | Marcatori | 40’ McGeady |

| Leeds 1º gennaio 2018, ore 15:00 GMT 26ª giornata | Leeds Utd      | 0 – 0 referto | Nottingham Forest | Elland Road (32 426 spett.)\| Arbitro: \| Jeremy Simpson \| |
| Arbitro:                                          | Jeremy Simpson |               |                   |                                                             |

| Arbitro: | James Linington |

|  |           |           |
|  | Marcatori | 18’ Hogan |

| Arbitro: | Bobby Madley |

|  |           |                       |
|  | Marcatori | 40’ Dowell 43’ Osborn |

| Arbitro: | Geoff Eltringham |

|  |           |                                             |
|  | Marcatori | 35’ Bodin 60’ Barkhuizen 83’ (rig.) Johnson |

| Arbitro: | Tim Robinson |

|                         |           |  |
| Piazón 67’ Johansen 90’ | Marcatori |  |

| Arbitro: | Oliver Langford |

|  |           |                     |
|  | Marcatori | 9’ Toral 38’ Wilson |

| Burton upon Trent 17 febbraio 2018, ore 15:00 GMT 32ª giornata | Burton Albion | 0 – 0 referto | Nottingham Forest | Pirelli Stadium (5 775 spett.)\| Arbitro: \| Andy Davies \| |
| Arbitro:                                                       | Andy Davies   |               |                   |                                                             |

| Arbitro: | Stephen Martin |

|            |           |              |
| Tomlin 85’ | Marcatori | 35’ Richards |

| Arbitro: | Darren Bond |

|                      |           |                                                  |
| Luongo 68’ Smith 78’ | Marcatori | 37’, 47’ Tomlin 51’ Lolley 76’ Cash 90’ Brereton |

| Arbitro: | Keith Stroud |

|                    |           |              |
| Lolley 6’ Cash 79’ | Marcatori | 87’ Morrison |

| Norwich 6 marzo 2018, ore 19:45 GMT 36ª giornata | Norwich City   | 0 – 0 referto | Nottingham Forest | Carrow Road (25 184 spett.)\| Arbitro: \| Darren England \| |
| Arbitro:                                         | Darren England |               |                   |                                                             |

| West Bridgford 11 marzo 2018, ore 14:30 GMT 37ª giornata | Nottingham Forest | 0 – 0 referto | Derby County | City Ground (29 106 spett.)\| Arbitro: \| Jeremy Simpson \| |
| Arbitro:                                                 | Jeremy Simpson    |               |              |                                                             |

| Sheffield 17 marzo 2018, ore 15:00 GMT 38ª giornata | Sheffield Utd | 0 – 0 referto | Nottingham Forest | Bramall Lane (28 095 spett.)\| Arbitro: \| Paul Tierney \| |
| Arbitro:                                            | Paul Tierney  |               |                   |                                                            |

| Arbitro: | Scott Duncan |

|                         |           |  |
| Williams 1’ Gregory 33’ | Marcatori |  |

| Arbitro: | Robert Jones |

|                                     |           |  |
| Tomlin 26’ Brereton 36’ Vellios 90’ | Marcatori |  |

| Arbitro: | David Webb |

|                      |           |  |
| Ayala 7’ Downing 31’ | Marcatori |  |

| Arbitro: | Andy Davies |

|  |           |               |
|  | Marcatori | 81’ Dalsgaard |

| Arbitro: | Darren England |

|                                |           |          |
| Brereton 89’ (rig.) Lolley 90’ | Marcatori | 38’ Ward |

| Arbitro: | Peter Bankes |

|                             |           |              |
| Morrison 35’ Gunnarsson 74’ | Marcatori | 50’ Bridcutt |

| West Bridgford 28 aprile 2018, ore 15:00 BST 45ª giornata | Nottingham Forest | 0 – 0 referto | Barnsley | City Ground (24 722 spett.)\| Arbitro: \| Jeremy Simpson \| |
| Arbitro:                                                  | Jeremy Simpson    |               |          |                                                             |

| Arbitro: | Scott Duncan |

|                                         |           |                        |
| le Fondre 67’ Wheater 87’ Wilbraham 88’ | Marcatori | 70’ Osborn 79’ Colback |

### FA Cup
Il Nottingham Forest è entrato nella competizione direttamente al terzo turno, trovando come primo avversario l'Arsenal in casa.
| Arbitro: | Jonathan Moss |

|                                                       |           |                             |
| Lichaj 20’, 44’ Brereton 64’ (rig.) Dowell 85’ (rig.) | Marcatori | 23’ Mertesacker 79’ Welbeck |

| Arbitro: | Stuart Attwell |

|                     |           |             |
| Bowen 18’ Dicko 40’ | Marcatori | 88’ Vellios |

### English Football League Cup
| Arbitro: | John Busby |

|                                 |           |                    |
| Carayol 29’ (rig.) Cummings 75’ | Marcatori | 79’ (rig.) Whalley |

| Arbitro: | Darren England |

|                        |           |                             |
| Mitrović 3’ Aarons 45’ | Marcatori | 29’ 31’ Cummings 97’ Walker |

| Arbitro: | Christopher Kavanagh |

|                                              |           |             |
| Kenedy 13’ Batshuayi 19’ 53’ 86’ Musonda 40’ | Marcatori | 90’ Darikwa |

## Statistiche

### Statistiche di squadra
Statistiche aggiornate al 30 giugno 2018.
| Competizione | Punti        | In casa | In casa | In casa | In casa | In casa | In casa | In trasferta | In trasferta | In trasferta | In trasferta | In trasferta | In trasferta | Totale | Totale | Totale | Totale | Totale | Totale | D.R. |
| Competizione | Punti        | G       | V       | N       | P       | Gf      | Gs      | G            | V            | N            | P            | Gf           | Gs           | G      | V      | N      | P      | Gf     | Gs     | D.R. |
| ------------ | ------------ | ------- | ------- | ------- | ------- | ------- | ------- | ------------ | ------------ | ------------ | ------------ | ------------ | ------------ | ------ | ------ | ------ | ------ | ------ | ------ | ---- |
| Championship | 53           | 23      | 10      | 3       | 10      | 25      | 27      | 23           | 5            | 5            | 13           | 26           | 38           | 46     | 15     | 8      | 23     | 51     | 65     | -14  |
| FA Cup       | Quarto Turno | 1       | 1       | 0       | 0       | 4       | 2       | 1            | 0            | 0            | 1            | 1            | 2            | 2      | 1      | 0      | 1      | 5      | 4      | +1   |
| EFL Cup      | Terzo Turno  | 1       | 1       | 0       | 0       | 2       | 1       | 2            | 1            | 0            | 1            | 4            | 7            | 3      | 2      | 0      | 1      | 6      | 8      | -2   |
| Totale       | 27           | 25      | 12      | 3       | 10      | 31      | 30      | 26           | 6            | 5            | 15           | 31           | 47           | 51     | 18     | 8      | 25     | 62     | 77     | -15  |

### Andamento in campionato
| Giornata  | 1 | 2 | 3 | 4 | 5 | 6  | 7 | 8  | 9  | 10 | 11 | 12 | 13 | 14 | 15 | 16 | 17 | 18 | 19 | 20 | 21 | 22 | 23 | 24 | 25 | 26 | 27 | 28 | 29 | 30 | 31 | 32 | 33 | 34 | 35 | 36 | 37 | 38 | 39 | 40 | 41 | 42 | 43 | 44 | 45 | 46 |
| --------- | - | - | - | - | - | -- | - | -- | -- | -- | -- | -- | -- | -- | -- | -- | -- | -- | -- | -- | -- | -- | -- | -- | -- | -- | -- | -- | -- | -- | -- | -- | -- | -- | -- | -- | -- | -- | -- | -- | -- | -- | -- | -- | -- | -- |
| Luogo     | C | T | T | C | C | T  | T | C  | T  | C  | C  | T  | C  | T  | T  | C  | T  | C  | C  | T  | C  | T  | T  | C  | C  | T  | C  | T  | C  | T  | C  | T  | C  | T  | C  | T  | C  | T  | T  | C  | T  | C  | C  | T  | C  | T  |
| Risultato | V | V | P | V | P | P  | V | P  | P  | P  | V  | P  | V  | V  | P  | V  | P  | V  | P  | P  | V  | P  | N  | P  | P  | N  | P  | V  | P  | P  | P  | N  | N  | V  | V  | N  | N  | N  | P  | V  | P  | P  | V  | P  | N  | P  |
| Posizione | 6 | 3 | 5 | 4 | 6 | 12 | 8 | 10 | 12 | 16 | 13 | 14 | 12 | 11 | 13 | 9  | 11 | 7  | 9  | 13 | 11 | 11 | 13 | 13 | 14 | 14 | 15 | 14 | 15 | 16 | 16 | 17 | 17 | 15 | 15 | 15 | 16 | 16 | 16 | 16 | 16 | 16 | 16 | 17 | 17 | 17 |

Fonte: (EN) Nottingham Forest fixtures and results, su nottinghamforest.co.uk, Nottingham Forest F.C..
Legenda:

Luogo: C = Casa; T = Trasferta. Risultato: V = Vittoria; N = Pareggio; P = Sconfitta.